# Centraloperetten
Centraloperetten var ett led i Folkparkernas Centralorganisations teaterverksamhet och ett produktionsföretag för opera och operetter som var verksamt 1918-1962.

## Historia
Folkparkerna startade 1917 ett eget operettföretag som leddes av Sigrid Eklöf-Trobäck. Hon ledde även den första turnén 1918, som gick under namnet Centraloperetten, och kvarstod som ledare fram till 1943. En andra avdelning tillkom 1919, som leddes av Johan Eklöf. Senare utvidgades verksamheten till som mest fem olika avdelningar. Bland andra ledare märks Oskar Textorius (1928-1934), Lars Egge (1938-1948), Karl Kinch (1944-1962).

## Repertoar
Under sin verksamhetstid hann Centraloperetten att sätta upp 122 olika operetter och flera operor . Bland dem var Värmlänningarna mest populär med elva uppsättningar, följd av Glada änkan, Grevinnan Maritza, Viktorias husar och Värdshuset Vita Hästen med sju uppsättningar vardera.